# Lista siturilor arheologice din județul Bistrița-Năsăud - U
Lista siturilor arheologice din județul Bistrița-Năsăud - U conține toate siturile arheologice din județul Bistrița-Năsăud înscrise în Repertoriul Arheologic Național (RAN) și aflate în localități al căror nume începe cu litera U. RAN este administrat de Ministerul Culturii și Patrimoniului Național și cuprinde date științifice, cartografice, topografice, imagini și planuri, precum și orice alte informații privitoare la zonele cu potențial arheologic, studiate sau nu, încă existente sau dispărute.
Puteți căuta un sit din localitățile care încep cu litera U folosind formularul de mai jos sau puteți naviga prin toate siturile din județ la Lista siturilor arheologice din județul Bistrița-Năsăud.
| Cod RAN                                  | Denumire                                                                                              | Localitate                                        | Adresă  | Datare               | Descoperit | Coordonate | Imagine           | Erori            |
| ---------------------------------------- | --- | ------------------------------------------------- | ------- | -------------------- | ---------- | ---------- | ----------------- | ---------------- |
| 35278.01.01 (Cod LMI: BN-I-m-B-01429.02) | Situl arheologic de la Uriu / ansamblu anonim (Categorie: locuire civilă) (Tip: Așezare)              | sat Uriu, comuna Uriu                             |         |                      |            |            | Încărcați imagine | Raportați eroare |
| 35278.01.02 (Cod LMI: BN-I-m-B-01429.01) | Situl arheologic de la Uriu / ansamblu anonim (Categorie: locuire civilă) (Tip: Așezare)              | sat Uriu, comuna Uriu                             |         |                      |            |            | Încărcați imagine | Raportați eroare |
| 35278.02.01 (Cod LMI: BN-I-s-A-01430)    | Fortificația romană de la Uriu / ansamblu anonim (Categorie: fortificație) (Tip: Fortificație)        | sat Uriu, comuna Uriu                             |         | romană sec. II - III |            |            | Încărcați imagine | Raportați eroare |
| 35278.03.01                              | Locuirea preistorică de la Uriu- Hagymas / ansamblu anonim (Categorie: locuire civilă) (Tip: Locuire) | sat Uriu, comuna Uriu                             | Hagymas |                      |            |            | Încărcați imagine | Raportați eroare |
| 32456.01                                 | Topor eneolitic de la Unirea (Categorie: descoperire izolată) (Tip: obiect izolat)                    | localitate componentă Unirea, municipiul Bistrița |         |                      |            |            | Încărcați imagine | Raportați eroare |